# Mare di Lazarev

Mappa con la posizione del mare di Lazarev

Mare di Lazarev (Lazarev Sea in inglese) è il nome proposto per un tratto di mare dell'Oceano Antartico, di fronte alla Costa della Principessa Astrid nella Terra della Regina Maud, in Antartide.
Il nome mare di Lazarev venne coniato nel 1962 dalla settima spedizione antartica sovietica in onore dell'esploratore e ammiraglio dell'impero russo Michail Petrovič Lazarev, che nel 1819 al comando della nave Mirnyj fece parte della spedizione guidata da Fabian Gottlieb von Bellingshausen che per prima raggiunse le coste del continente antartico.
Nel 2002 tale nome venne proposto nella bozza della quarta edizione della pubblicazione sui confini degli oceani e dei mari dell'Organizzazione idrografica internazionale. La bozza non è mai stata approvata dall'Organizzazione idrografica internazionale, e la versione tutt'ora in vigore della pubblicazione è la terza edizione del 1953.

Le principali autorità geografiche internazionali non riportano pertanto il nome mare di Riiser-Larsen, mentre esso appare in alcune mappe sovietiche e russe.
Secondo quanto indicato nella bozza del 2002, il mare di Lazarev avrebbe dovuto essere compreso tra 00°00'E, e 14°00'E, avere una estensione di 929000 chilometri quadrati e confinare a est con il mare di Riiser-Larsen e ad ovest con il mare di re Haakon VII, altri due tratti di mare proposti nella bozza ma mai ufficialmente approvati. La Norvegia presentò una riserva in merito ai confini tra il mare di Lazarev e il mare di re Haakon VII, perché secondo la sua proposta quest'ultimo nome avrebbe dovuto comprendere l'intero tratto di mare di fronte alla Terra della Regina Maud, tra i 20° O e i 45° E.
Nei pressi del confine tra il mare di Lazarev e il mare di Riiser-Larsen si trova la piattaforma di ghiaccio Lazarev. In questo tratto di mare l'acqua congela completamente durante l'inverno, mentre in estate sono frequenti gli iceberg. La profondità media è di circa 3000 metri, ma nel tratto più settentrionale si raggiungono anche i 4500 metri di profondità.